# Coreopsis grandiflora
Coreopsis grandiflora es una especie de planta perenne del género Coreopsis perteneciente a la familia Asteraceae.

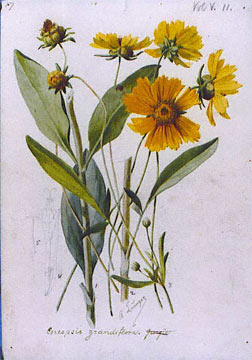
Coreopsis grandiflora. Pintada por Alois Lunzer.

## Descripción
Es una planta perenne que alcanza un tamaño de 40-60 cm de altura. Nodos aéreos proximales hasta el pedúnculo por lo general los primeros 6-10 + cm, los entrenudos superiores de 1-3 4-7 + cm. Hojas en general caulinarias, por lo general 1 (o 2)-irregularmente pinnadas o  lobuladas con (3 -) 5-9 + lóbulos, rara vez simples, hojas simples o lóbulos terminales estrechamente lanceoladas a lineales o filiformes, 15-45 x  2-8 (-12 +) mm. Pedúnculos 8-15  cm, brácteas lanceoladas. Corolas del disco 3.3-4.8 mm, ápice amarillo. Aquenios de 3.2 + mm. Fl. Mayo-agosto. Tiene un número de cromosomas de 2 n = 26.

## Distribución y hábitat
Se encuentra en los suelos arenosos, cunetas y bordes de carreteras y otros sitios perturbados, granito y afloramientos de piedra arenisca. Ampliamente cultivada y naturalizada en China [nativo de América del Norte].

## Taxonomía
Coreopsis grandiflora fue descrita por Hogg ex Sweet y publicado en The British Flower Garden, . . . 2: pl. 175. 1826.
Sinonimia
- Coreopsis boykiniana Nutt.
- Coreopsis harveyana A.Gray
- Coreopsis heterolepis Sherff
- Coreopsis heterophylla Nutt.
- Coreopsis longipes Hook.
- Coreopsis saxicola Alexander
- Coreopsis saxicola var. duncanii Sherff[3]